# Alan Boswell
Alan Henry Boswell (* 8. August 1943 in West Bromwich; † 24. August 2017 in Shrewsbury) war ein englischer Fußballspieler.

## Sportlicher Werdegang
Boswell begann seine Karriere im Erwachsenenbereich beim FC Walsall, mit dem der Torwart in der zweitklassigen Second Division antrat. Nach dem Abstieg in die Drittklassigkeit im Sommer 1963 wechselte er zu Shrewsbury Town, der ebenfalls in der Third Division spielte. Hier lief er bis 1968 in 222 Ligaspielen auf, ehe von den Wolverhampton Wanderers in die First Division geholt wurde. Er absolvierte lediglich zehn Spiele für den Klub, darunter eine 0:6-Niederlage gegen den FC Liverpool. Daher wurde er bereits nach einer Spielzeit an den seinerzeitigen Zweitligisten Bolton Wanderers abgegeben, wo er drei Jahre das Tor hütete. 1972 schloss er sich dem Drittligisten Port Vale an, ehe er bei Oswestry Town im Non-League Football seine Karriere ausklingen ließ. Dort war er in den späten 1970er Jahren auch als Trainer tätig.
Boswell war in den 1960er Jahren einer der ersten englischen Torhüter, die Torwarthandschuhe nutzten. Bei der Weltmeisterschaftsendrunde 1966 besuchte er ein Spiel der Sowjetunion im Roker Park und war von Lew Iwanowitsch Jaschin begeistert, der – wie in Osteuropa seinerzeit bereits üblich – entsprechend ausgestattet war. Die Handschuhe nähten Roswells Mutter bzw. seine Ehefrau unter Verwendung von Belägen für Tischtennisschläger. Zudem kaufte er sich sein eigenes flaschengrünes Torwarttrikot inklusive schwarzer Hosen und Stutzen, die farblich an der Ausstattung Jaschins angelehnt waren.